# Bonnier Point
Der Bonnier Point (französisch Pointe Bonnier) ist eine Landspitze an der Nordwestküste der Anvers-Insel im westantarktischen Palmer-Archipel. Am westlichen Ende der Obitel-Halbinsel markiert sie die Nordseite der Einfahrt zum Hamburghafen.
Teilnehmer der Vierten Französischen Antarktisexpedition (1903–1905) unter der Leitung des Polarforschers Jean-Baptiste Charcot nahmen eine erste Kartierung vor. Charcot benannte die Landspitze nach dem französischen Zoologen Jules Bonnier (1859–1908) vom Laboratorium für Meereszoologie in Wimereux, der das Forschungslabor auf Charcots Schiff Français einrichtete.